# Jessica Schilder
Jessica Schilder (Volendam, 19 maart 1999) is een atlete uit Nederland, die zich toegelegd heeft op het kogelstoten. Zij is sinds 2022 houdster van het Nederlandse outdoorrecord bij het kogelstoten, de eerste Nederlandse kogelstootster die bij de wereldkampioenschappen een medaille behaalde, de eerste Nederlandse ook die op dit onderdeel een Europese titel veroverde en bovendien de eerste Nederlandse die daarbij de magische grens van 20 meter passeerde. Dat deed zij opnieuw op de NK indoor van 2024. Met 20,31 m pakte zij niet alleen haar Nederlandse indoorrecord terug dat zij een jaar eerder aan Jorinde van Klinken had moeten afstaan, ze stootte hiermee tevens verder dan ooit, want haar outdoorrecord stond op dat moment op 20,24. Ze nam tweemaal deel aan de Olympische Spelen met een zesde plaats als beste resultaat. In 2025 vervolgde zij haar zegereeks met een klinkende overwinning op de Europese indoorkampioenschappen in eigen huis, waarbij haar zes pogingen stuk voor stuk goed waren voor goud en waarvan de verste van 20,69 bovendien de zoveelste recordverbetering betekende. Enkele weken later voegde zij er op de WK indoor in Nanjing een zilveren medaille aan toe met alweer een stoot voorbij de 20 meter, 20,07 m.

## Biografie

### Jeugd
Schilder was zeven toen zij samen met enkele vriendinnen aan atletiek ging doen. Ze meldde zich aan bij AV Edam en richtte zich vanaf het begin op de werpnummers discuswerpen en kogelstoten. Het laatste onderdeel had echter haar voorkeur, omdat een kogel zwaarder is en zij daar dus, naar eigen zeggen, meer kracht in kon stoppen. Je kon ook beter zien waar de kogel terechtkwam en aangezien het vaak om centimeters ging, vond ze dat spannender.

### Eerste juniorprestaties
Op haar dertiende sleepte Schilder voor het eerst op nationaal niveau met de kogel een zege in de wacht. Op de nationale D-Spelen was dat, het jaarlijkse hoogtepunt van de nationale atletiekkalender voor D-junioren. Een officieel Nederlands kampioenschap was het niet, die bestaan niet voor de D- en C-junior categorieën, maar intussen worden ze vrij algemeen wel als zodanig beschouwd. Werd zij tot dan in Volendam gezien als een buitenbeentje, nu ontstond er bewondering voor haar prestaties, temeer daar zij forser werd en spierballen kreeg. Daar kwam bij dat zij in 2012 de Olympische Spelen voor het eerst op tv zag. Toen wist ze het zeker: 'Dit is mijn droom!'

### Leeftijdgenoten ontgroeid
Als C-junior was Schilder in de jaren erna steevast bij de besten te vinden. Op de C-Spelen eindigde ze steeds bij de eerste twee. In die periode deed ze haar eerste internationale ervaring op als lid van de Nederlandse ploeg bij de C-interland Nederland-Westfalen. Bij de B-meisjes was het beeld niet anders, in 2016 in die leeftijdcategorie gevolgd door haar eerste officiële nationale indoortitel. Dat jaar deed ze ook mee aan de NK voor senioren, wat zowel in- als outdoor haar direct tweemaal een vierde plaats opleverde. Ze was haar leeftijdgenoten intussen duidelijk ontgroeid, zo bleek, want dat jaar won zij haar eerste nationale titel bij de A-junioren. Het leidde onder meer tot uitzending naar de wereldkampioenschappen voor U20-junioren in Bydgoszcz, waar zij als twaalfde eindigde.

### Op weg naar de nationale top
In de jaren die volgden moest Schilder opboksen tegen de gevestigde grootheid Melissa Boekelman, sinds 2009 in Nederland de onbetwiste kampioene bij het kogelstoten, terwijl ook Jorinde van Klinken sterk kwam opzetten. Dat leverde de Volendamse op de Nederlandse kampioenschappen voorlopig slechts tweede en derde plaatsen op, maar geen goud. Dat gebeurde pas op de NK indoor van 2020. Daarna was er geen houden meer aan en was de Nederlandse titel in alle titeltoernooien die volgden voor Schilder. In 2020 was ze inmiddels met 18,27 m ook de 18-meter grens gepasseerd.

### Het grote werk
In het jaar 2021 volgde de internationale doorbraak van Schilder. Ze nam deel aan de Europese indoorkampioenschappen in Toruń, Polen, waar zij tot een afstand kwam van 18,69, wat ruim boven de olympische kwalificatielimiet van 18,50 meter was. Het was een aanzienlijke verbetering van haar persoonlijke record en leverde haar op dit toernooi de vijfde plaats op. Ze kwam zo langzamerhand aardig in de buurt van de nationale records van Corrie de Bruin van eind jaren negentig (18,97 m indoor en 18,87 m outdoor) en het leek slechts een kwestie van tijd, voordat die zouden sneuvelen.
Het gebeurde sneller dan verwacht. Reeds aan het begin van 2022, op 19 februari, stootte Schilder indoor een Nederlands record van 19,72,dat echter niet erkend werd, omdat er slechts twee deelnemers waren. Een week later volgde een nieuwe poging: op 26 februari kwam zij bij de NK indoor in Apeldoorn tot 19,35 en die werd wel als Nederlands record erkend.

### Europees kampioene
Daarna volgden de records elkaar in snel tempo op. Bij de WK indoor won Schilder brons met een recordafstand van 19,48. Later kwam zij buiten bij de FBK Games tot 19,17, waarmee ook het buitenrecord van haar voorgangster sneuvelde. Bij de Bislett Games in Oslo maakte zij er alweer 19,46 van, waarna op de NK in Apeldoorn de titel werd veroverd met 19,68, de zoveelste recordverbetering. Daarna werd zij op de wereldkampioenschappen in Eugene de eerste Nederlandse die een WK-medaille won bij het kogelstoten: brons met 19,77, alweer verder dan ooit. En nog was het niet genoeg. Op 15 augustus 2022 schreef Schilder historie door tijdens de Europese kampioenschappen in München de 20-meter grens te passeren met een worp van 20,24, waarmee ze tevens de Europese titel won. Ook nog nooit eerder door een Nederlandse atlete gepresteerd. In 2024 prolongeerde ze haar Europese titel in Rome.

### Training
Schilder is lid van atletiekvereniging Hera in Heerhugowaard. Zij traint sinds eind 2021 in Sportcentrum Papendal onder leiding van bondstrainer Gert Damkat.

## Kampioenschappen

### Internationale kampioenschappen
| Onderdeel   | Titel                    | Jaar       |
| ----------- | ------------------------ | ---------- |
| kogelstoten | Europees kampioene       | 2022, 2024 |
| kogelstoten | Europees indoorkampioene | 2025       |
| kogelstoten | Europees kampioene U23   | 2021       |

### Nederlandse kampioenschappen
Outdoor
| Onderdeel   | Jaar                               |
| ----------- | ---------------------------------- |
| kogelstoten | 2020, 2021, 2022, 2023, 2024, 2025 |

Indoor
| Onderdeel   | Jaar                               |
| ----------- | ---------------------------------- |
| kogelstoten | 2020, 2021, 2022, 2023, 2024, 2025 |

## Persoonlijke records
Outdoor
| Onderdeel    | Prestatie    | Datum         | Plaats  |
| ------------ | ------------ | ------------- | ------- |
| discuswerpen | 44,77 m      | 7 mei 2017    | Haarlem |
| kogelstoten  | 20,47 m (NR) | 26 april 2025 | Xiamen  |

Indoor
| Onderdeel   | Prestatie    | Datum        | Plaats    |
| ----------- | ------------ | ------------ | --------- |
| kogelstoten | 20,69 m (NR) | 9 maart 2025 | Apeldoorn |

## Palmares

### kogelstoten
- 2015:  EJOF - 16,05 m
- 2016: 4e NK indoor - 14,75 m
- 2016: 4e NK - 14,82 m
- 2016: 12e WK U20 te Bydgoszcz - 14,34 m
- 2017:  NK - 16,24 m
- 2018:  NK indoor - 16,03 m
- 2018:  NK - 15,70 m
- 2019:  NK indoor - 15,84 m
- 2019:  NK - 16,14 m
- 2020:  NK indoor - 17,61 m
- 2020:  NK - 18,27 m
- 2021:  NK indoor - 18,19 m
- 2021: 5e EK indoor - 18,69 m
- 2021:  Ter Specke Bokaal - 17,42 m
- 2021:  NK - 18,77 m
- 2021: 19e OS - 17,74 m
- 2022:  NK indoor - 19,35 m (NR)
- 2022:  European Cup Winter Throwing - 18,89 m (NR)
- 2022:  WK indoor - 19,48 m (NR)
- 2022: 4e FBK Games - 19,17 m (NR)
- 2022:  NK - 19,68 m (NR)
- 2022:  WK - 19,77 m (NR)
- 2022:  EK - 20,24 m (NR)
- 2023: 4e EK voor landenteams in Chorzów - 18,27 m
- 2023:  NK indoor - 19,22 m
- 2023: 5e EK indoor - 18,29 m
- 2023:  NK - 19,35 m
- 2023: 8e WK - 19,26 m (in kwal. 19,64 m)
- 2024:  NK indoor - 20,31 m (NR)
- 2024:  European Throwing Cup - 18,22 m
- 2024:  Gouden Spike - 19,24 m
- 2024:  EK - 18,77 m
- 2024:  NK - 19,79 m (MR)
- 2024:  FBK Games - 20,33 m (NR)
- 2024: 6e OS - 18,91 m (in kwal. 18,92 m)
- 2025:  NK indoor - 20,19 m
- 2025:  EK indoor - 20,69 m (NR)
- 2025:  WK indoor - 20,07 m
- 2025:  FBK Games - 20,16 m
- 2025:  EK landenteams First League in Madrid - 20,14 m
- 2025:  NK - 19,46 m

Diamond League-resultaten
- 2022: 8e Ooredoo Doha Meeting - 18,28 m
- 2022:  Bislett Games - 19,46 m (NR)
- 2022: 4e Stockholm Bauhaus Athletics - 19,07 m
- 2022:  Kamila Skolimowska Memorial - 19,84 m (NR)
- 2022: 4e Weltklasse Zürich - 19,06 m
- 2023:  Meeting International Mohammed VI d'Athlétisme de Rabat - 18,85 m
- 2023:  Stockholm Bauhaus Athletics - 19,03 m
- 2023: 4e Prefontaine Classic - 19,88 m
- 2024:  Stockholm Bauhaus Athletics - 19,08 m
- 2025:  Diamond League Xiamen - 20,47 m
- 2025:  Yangtze River Delta Athletics Diamond Gala - 19,77 m
- 2025: 5e Prefontaine Classic - 20,03 m
- 2025:  Herculis - 20,39 m
- 2025:  Kamila Skolimowska Memorial - 19,66 m

- World Athletics: 14688805